# Etienne Schouppe
Etienne Adolf Schouppe (Denderleeuw, 24 juli 1942) is een Belgisch politicus en voormalig partijvoorzitter ad interim van CD&V.
Van 20 maart 2008 tot 6 december 2011 was hij staatssecretaris voor Mobiliteit in de opeenvolgende regeringen Leterme I, Van Rompuy en Leterme II. Schouppe was van 1987 tot 2002 gedelegeerd bestuurder van de NMBS.

## Biografie
Schouppe behaalde via avondonderwijs een diploma van licentiaat in de handels- en financiële wetenschappen aan de Erasmus Handelshogeschool in Brussel in 1967.

### NMBS
Na zijn middelbare studies ging Schouppe aan de slag in de verzekeringswereld. Nadien belandde hij in 1963 bij de Belgische spoorwegmaatschappij NMBS, waar hij begon als bediende bij het beheer van de stock en daarna bij de financiële studiedienst en de algemene directie belandde.
In 1975 startte hij met zijn politieke loopbaan als adviseur voor spoorwegaangelegenheden op het kabinet van minister van Verkeer Jos Chabert. Toen Chabert in 1980 minister van Openbare Werken werd, volgde Schouppe hem en werd hij op diens kabinet opdrachthouder voor algemeen beleid. Na de verkiezingen van november 1981 werd hij kabinetschef van staatssecretaris voor PTT Paula D'Hondt, hetgeen hij bleef tot in 1986.
Ook bekleedde hij ambten in de lokale politiek. In oktober 1976 werd hij voor de toenmalige CVP, nu CD&V, verkozen tot gemeenteraadslid van Liedekerke. Van 1983 tot 1989 was hij er schepen en van 1989 tot 2000 burgemeester was. Nadien bleef Schouppe gemeenteraadslid en van 2007 tot 2024 was hij nog voorzitter van de gemeenteraad van Liedekerke. Bij de gemeenteraadsverkiezingen van oktober 2024 was de dan 82-jarige Schouppe niet langer kandidaat.
Ondertussen had Schouppe de top van de NMBS bereikt: van 1986 tot 1991 was hij directeur-generaal en van 1991 tot 2003 gedelegeerd bestuurder en voorzitter van het directiecomité. Een aantal belangrijke, maar ook bekritiseerde ontwikkelingen tijdens zijn bestuur waren de aanleg van de hogesnelheidslijnen in de jaren 90 en de uitbouw van een logistieke dochteronderneming, de pakjesdienst ABX. Die had volgens Schouppe een grote strategische betekenis in de aanloop naar de privatisering van het spoor in Europa. Rond 2000 had deze pakjesdienst, onder andere door overnames, een wijdvertakt netwerk in Europa en Azië voor transport over land, over zee en per vliegtuig. Tijdens zijn mandaat werd ook het totale personeelsbestand van 68.000 tot 42.000 eenheden ingekrompen. Ook kwam Schouppe enkele keren in opspraak: in 1999 werd hij in beschuldiging gesteld voor schriftvervalsing en oplichting bij Sale-and-leasebackoperaties bij de NMBS, maar het gerechtelijk onderzoek leverde niets op. In 2001 kreeg hij zware kritiek bij het dodelijke spoorongeval in Pécrot. Hij verklaarde toen dat er werd gewerkt aan een performant veiligheidssysteem waarvan de landelijke installatie tijd vergde. Het is pas in 2005 dat onder zijn opvolgers het systeem TBL 1+ werd opgestart.
Aan Schouppes carrière bij de spoorwegen kwam abrupt een eind in april 2002 na moeilijkheden tussen hem en de toenmalige minister van Verkeer, Isabelle Durant van Ecolo, die teruggingen op botsende visies op de toekomst en de herstructurering van het spoor. Algemeen werd aangenomen dat ook partijpolitieke tegenstellingen een aanzienlijke rol gespeeld hebben en dat de regering Schouppe op korte termijn kwijt wilde. De zoektocht naar Schouppes opvolger verliep overhaast en stuntelig. Reeds na enkele dagen wees de regering Christian Heinzmann, topman van Luxair, als opvolger aan, maar die bedankte nog voor hij aangesteld was. Uiteindelijk werd Karel Vinck, voormalig voorzitter van het VEV, als nieuwe gedelegeerd bestuurder van de NMBS benoemd. Schouppe was nog een jaar lang voorzitter van de dochterfirma ABX Logistics, tot in november 2003. Ook was hij van 1991 tot 1995 voorzitter van de Groepering van Europese Spoorwegen, van 1996 tot 2002 voorzitter van Eurofima en van 2002 tot 2003 voorzitter van de Internationale Spoorwegunie (UCI).
Bij zijn vertrek kreeg hij boven op zijn jaarloon van € 750.000 nog een gouden handdruk van € 2 miljoen.
Na zijn vertrek liet hij de NMBS achter met een schuldenput van 1,8 miljard euro. In 2002 boekte NMBS bijna 1 miljard verlies.

### Politieke carrière
Schouppes nationale politieke carrière begon bij de aanloop naar de federale verkiezingen van mei 2003, toen toenmalig CD&V-partijvoorzitter Stefaan De Clerck hem vroeg om als lijstduwer op de Senaatslijst van de partij te gaan staan. Schouppe besliste zijn carrière niet in een privé-firma voort te zetten en wierp zich in een kiescampagne, naar eigen zeggen deels uit revanche tegenover de politiek (in een interview met La Libre Belgique, 18 april 2003). Tot grote verbazing van velen behaalde Schouppe 117.000 voorkeurstemmen, meer dan het dubbele van wat hij zelf als doel gesteld had. Op slag werd hij een zwaargewicht in de partij, waar hij tot de ACW-strekking behoorde.
In de Senaat werd Etienne Schouppe tot 2004 lid van de commissie Sociale Aangelegenheden en tot 2007 ondervoorzitter van de commissie Financiën en Economische Aangelegenheden. Bij de derde rechtstreekse Vlaamse verkiezingen van 13 juni 2004 werd hij verkozen in de kieskring Oost-Vlaanderen, waarna hij ontslag nam als rechtstreeks gekozen senator in de Senaat. Tussen juli 2004 en juni 2007 werd hij door het Vlaams Parlement aangewezen als gemeenschapssenator, waardoor hij in de Senaat kon blijven. In het Vlaams Parlement was hij ondertussen van 2004 tot 2006 vast lid van de commissie Mobiliteit, Openbare Werken en Energie.
In december 2004 volgde hij Jo Vandeurzen op als politiek secretaris van de CD&V, een functie die hij uitoefende tot december 2007. Vervolgens bleef deze functie vacant tot de aanstelling van Ludwig Caluwé in 2011. 
Eind juni 2007 verliet hij het Vlaams Parlement om wederom rechtstreeks gekozen senator in de Senaat te worden, waarna hij begin juli 2007 als Vlaams volksvertegenwoordiger werd opgevolgd door Cindy Franssen. Binnen de partij profileerde Schouppe zich als mobiliteitsspecialist. In de Senaat was Schouppe van 2007 tot 2008 quaestor en lid van de commissie Financiën en Economische Aangelegenheden. Ook was hij van 2007 tot 2008 lid van de Raadgevende Interparlementaire Beneluxraad.
Bij de aanstelling van Jo Vandeurzen als minister van Justitie in de regering-Verhofstadt III werd Schouppe op 20 december 2007 interim-voorzitter van CD&V. Dat bleef hij niet lang, want op 20 maart 2008 werd Schouppe staatssecretaris voor Mobiliteit in de regering-Leterme I. Als interim-voorzitter van CD&V werd hij opgevolgd door Wouter Beke. Als CD&V-voorzitter was hij tevens lid van de Werkgroep over de Staatshervorming, het zogenaamde Octopusoverleg.
Etienne Schouppe kwam voor het eerst in het nieuws als staatssecretaris van Mobiliteit toen hij op 30 april 2008 de pas hervormde rijopleiding terug wilde aanpassen door te verplichten om een basisrijopleiding te volgen en de begeleiders te vermelden op het voorlopig rijbewijs. Renaat Landuyt zei dat Schouppe hiermee alleen reageerde op een commerciële vraag van de rijscholen en dat dit een streep door de rekening was voor minder kapitaalkrachtige gezinnen die hun kinderen wilden leren rijden. Volgens Landuyt had het aantal ongevallen niets te maken met de rijopleiding.
Etienne Schouppe ijverde ook om een nieuwe nummerplaat in te voeren; het zou gaan om een Europees model bestaande uit 7 tekens. Over de kleur was er lange tijd discussie, maar Etienne Schoupe was een vurig voorstander van een gele plaat met zwarte cijfers, omdat dit de veiligheid zou verhogen. Etienne Schouppe wou dat de overheid de nummerplaat zowel vooraan als achteraan zou leveren, en dit voor de democratische prijs van ongeveer € 65.
Bij de verkiezingen op 13 juni 2010 raakte Schouppe niet verkozen als senator. Een dag later zei hij hierover het volgende: 

"Ik dacht toch iets gepresteerd te hebben de jongste jaren. Ik heb een van de moeilijkste dossiers — dat van de geluidshinder rond de luchthaven van Zaventem — tot een goed einde gebracht. Maar blijkbaar word je alleen beloond voor wat je hebt beloofd en niet op wat je hebt gedaan." (Etienne Schouppe: 14 juni 2010).

In 2010 werd hij beschuldigd van insider trading omdat hij aandelen van de KBC en Dexia had verkocht.
In zijn laatste dagen als staatssecretaris voor Mobiliteit bereikte hij toch nog een akkoord over de nieuwe nummerplaat: de plaat zou € 20 kosten en het behouden van je huidige plaat met een indexcijfer ervoor zou € 1000 kosten; het werd een witte plaat met karmijnrode letters. Bij het aantreden van de regering-Di Rupo eind 2011 verliet hij de nationale politiek.
Eind 2012 keerde hij echter terug naar het nationale niveau: hij werd aangesteld als gecoöpteerd senator nadat Peter Van Rompuy naar het Vlaams Parlement verhuisde en bleef dit tot in 2014. In de Senaat ging hij opnieuw zetelen in de commissie Financiën en Economische Aangelegenheden.
In 2014 stelde hij zich geen kandidaat meer bij de verkiezingen, waarmee zijn nationale politieke loopbaan ten einde kwam.
Sinds 26 oktober 2015 mag hij zich ere-Vlaams volksvertegenwoordiger noemen. Die eretitel werd hem toegekend door het Bureau (dagelijks bestuur) van het Vlaams Parlement.

## Wapenschild
Op 7 augustus 2012 werd in het Belgisch Staatsblad het besluit gepubliceerd dat Etienne Schouppe een wapenschild mag voeren. Schouppe verklaarde dat hij dit best op prijs stelde gelet op de "diepe wonden" die hem door zijn ontslag als spoorbaas waren toegebracht. In het embleem werd een gekantelde dwarsbalk verwerkt, met twee sabels (voorstelling van de spoorweg), verder nog een leeuw (de NMBS voorstellende) en vijf schoepen, het zinnebeeld van zijn vijf kinderen. Zijn lijfspreuk luidt: "Bene agere, nil timere", met andere woorden: "Goed doen, niets vrezen".

## Privé
Schouppe is gehuwd, vader van vijf kinderen en woont in Liedekerke.

## Trivia
Eind jaren 90 was hij korte tijd voorwerp van een mild spotliedje van De Marlets, De Schouppe-trein, gezongen op de melodie van I'm a train van Albert Hammond.